# كو كلوكس كلان

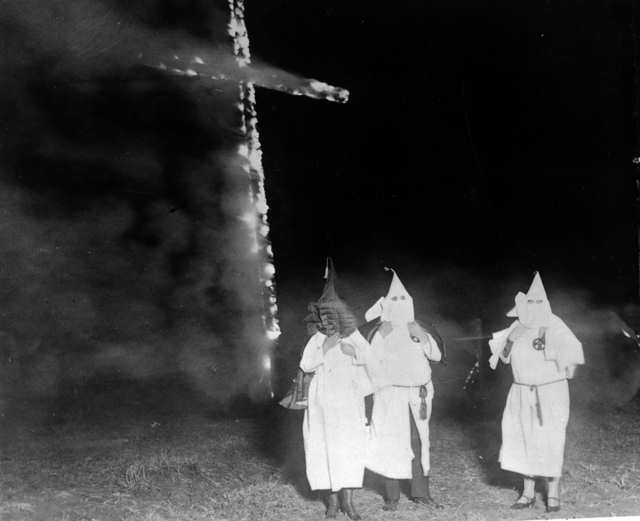
الصليب المحروق شعار الكو كلوكس كلان لنشر الرعب

شعار كو كلوكس كلان

كو كلوكس كلان (بالإنجليزية: Ku Klux Klan)‏ واختصارا تدعى أيضا KKK، هو اسم يطلق على عدد من المنظمات الأخوية في الولايات المتحدة الأمريكية منها القديم ومنها من لا يزال يعمل حتى اليوم. يرجع أصل التسمية إلى كلمة كوكلوس (باليونانية: Kuklos)‏ وتعني الدائرة.
 تؤمن هذه المنظمات بالتفوق الأبيض ومعاداة السامية والعنصرية ومعاداة الكاثوليكية، كراهية المثلية وأخيرا بالأهلانية. تعمد هذه المنظمات عموما لاستخدام العنف والإرهاب وممارسات تعذيبية كالحرق على الصليب لاضطهاد من يكرهونهم مثل الأمريكيين الأفارقة وغيرهم.
نددت جميع الكنائس المسيحية تقريبًا رسميًا بأفعال كو كلوكس كلان. كما وترفض جميع الطوائف البروتستانتية الكو كلوكس كلان أو الإقرار بها.

## تاريخها
كان أول ظهور أو تشكل للكلان في ولاية بولاسكي (تينيسي) ما بين ديسمبر 1865 واغسطس 1866. من قبل ستة ضباط سابقين أو محاربين قدامى في الجيش الكونفدرالي وكانت مهمة هذه المنظمة مقاومة إعادة التأسيس ومعارضة تحرير العبيد التي حدثت عقب الحرب الأهلية الأمريكية. ثم سرعان ما طورت هذه المنظمة أساليب عمل عنيفة. عندئذ كانت ممارسات الكلان عذرا لحلفاء الجنوبيين لمتابعة القوات الفيدرالية فعالياتها في الجنوب. انحسرت منظمة الكلان بين عامي 1868 و1870 ودمرت بالكامل في بدايات عقد السبعينات من القرن التاسع عشر على يد الرئيس أوليسيس غرانت Ulysses S. Grant في عملية الحقوق المدنية لعام 1871 (تعرف أيضا بعملية كو كلوكس كلان).

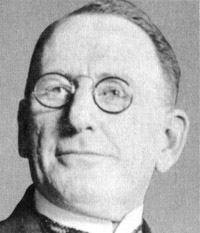
ويليام جوزيف سيمون مؤسس جماعة الكلان الثانية عام 1915

وكان الظهور الثاني في عام 1915 في جبال ستون ماونتن ولاية جورجيا عن طريق جماعة تبنت نفس الأسم متأثرة بقوة أفعال الجديدة لفيلم حمل اسم ميلاد أمة
(The Birth of a Nation) إضافة لكتابات صحفية معادية للسامية أحاطت بمحاكمة المجرم ليو فرانك. كانت الجماعة الثانية من (ك.ك.ك) وهي منظمة رسمية تتألف من عضوية رسمية ذات بنية قومية، مما دفع الكثير من الرجال لتأسيس فروع محلية في كافة أرجاء الولايات المتحدة. ولقد بلغت هذه المنظمة الذروة في عقد العشرينات من القرن العشرين حيث ضمت حوالي 15% من التعداد الرسمي للسكان في الولايات المتحدة.
كانت المنظمة الثانية للكلان تعتنق أفكارا عنصرية ومعادية للسامية ومعادية للكاثوليكية إضافة للشعور القومي ومعظم هذه الجماعات قامت باعمال تندرج ضمن العقاب اللينشي lynching (الإعدام بالشنق ودون محاكمة) وغيرها من الأعمال العنيفة. شعبية هذه الحركة انخفضت بشكل كبير خلال فترة الكساد الكبير Great Depression ثم انخفضت أعداد الاعضاء أكثر خلال الحرب العالمية الثانية نتيجة فضائح نتجت عن جرائم القادة البارزين ودعمهم للنازيين.

## كو كلوكس كلان في التاريخ الحديث
اسم «كو كلوكس كلان» "Ku Klux Klan" استخدم منذ ذلك الوقت وبعد تفتيت الظهور الثاني لهم للإشارة للعديد من المنظمات العنصرية المختلفة وغير المترابطة، بما فيهم من يعارض قانون الحقوق المدنية Civil Rights Act وإنهاء العنصرية desegregation في عقدي الخمسينات والستينات. فبعضهم كان يرتكب جرائم بحق نشطاء الحقوق المدنية والأطفال. وفجر متطرفون منتسبون لها مبنى الكنيسة المعمدانية في شارع 16 في يوم 15 سبتمبر 1963 في مدينة بيرمنجهام في ولاية ألاباما في الولايات المتحدة الأميركية.
يبين الجدول التالي التغير في العدد التقريبي للمنتسبين للجماعة مع الزمن.
| السنة | عدد الأعضاء  | عدد الأعضاء |
| ----- | ------------ | ----------- |
| 1920  | 4,000,000    |             |
| 1924  | 6,000,000    |             |
| 1930  | 30,000       |             |
| 1965  | 40,000       |             |
| 1968  | 14,000       |             |
| 1970  | 3,500        |             |
| 1974  | 1,500        |             |
| 1975  | 6,500        |             |
| 1979  | 10,000       |             |
| 1991  | 6,000-10,000 |             |
| 2013  | 5,000-8,000  |             |
| 2016  | 3,000-6,000  |             |
| 2018  | 8,000-12,000 |             |